# Siata 300 BC
 (mai 2025).
La SIATA 300 BC est un modèle de voiture sportive spider deux places fabriqué par le constructeur italien SIATA de 1952 à 1954.

## Histoire
La SIATA 300 BC a été présentée pour la première fois au Salon de l'automobile de Genève en mars 1952. Dessinée par Mario Revelli de Beaumont, 40 exemplaires de sa carrosserie en aluminium de type spider ont été fabriqués par la Carrozzeria Bertone et 10 exemplaires de type barchetta par la Carrozzeria Motto (en) de Turin. La 300 BC était destinée aux amateurs de voitures de sport américains, très friands de roadsters italiens légers et performants qui l'ont surnommée « baby Ferrari ».
Elle repose sur le châssis caisson en acier de la SIATA Amica 50, une voiture cabriolet de tourisme non conçu pour la course.
Les SIATA 300 BC étaient équipées de jantes en alliage léger Borrani et de moteurs préparés pour la course. Tony Pompeo, l'initiateur du projet 300 BC et importateur américain de la marque, a commandé 50 voitures avec les numéros de châssis ST*401*BC à ST*450*BC. Toutes, sauf deux, ont été exportées aux États-Unis.

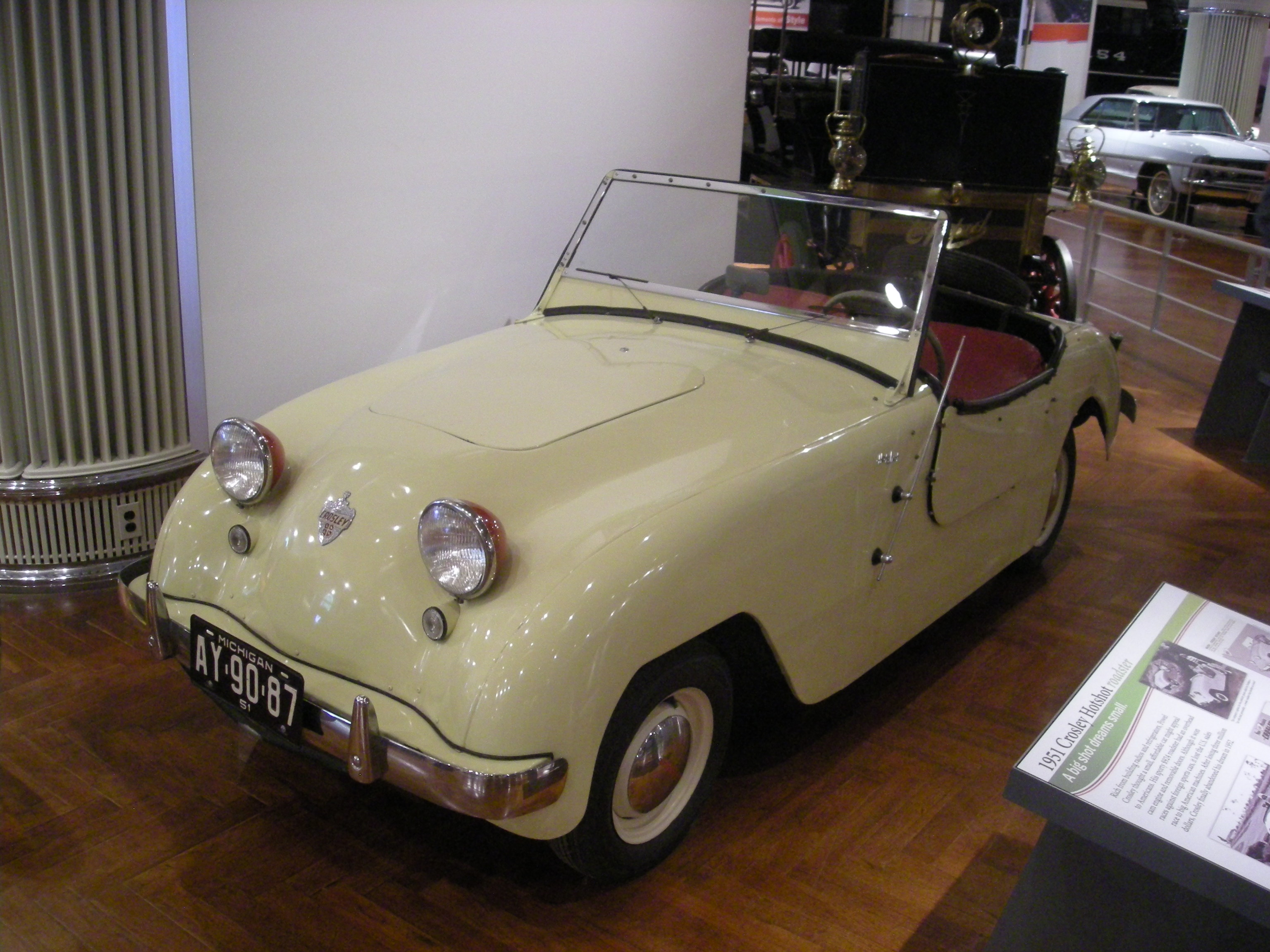
Crosley Hotshot roadster (1949) (Musée Henry Ford Dearborn, Michigan (États-Unis))

Le modèle a été livré avec deux moteurs distincts :
- Crosley 750 cm3 - Les tout premiers exemplaires de la SIATA 750 Spider ont reçu le moteur américain Crosley de 750 cm3, moteur qui équipait la petite Crosley Hotshot, victorieuse à l'"Index of Performance" lors de la toute première course d'endurance des 12 Heures de Sebring. Le moteur avait été fortement recommandé par l'importateur new-yorkais de la marque, Antonio Pompeo, afin de favoriser les ventes sur le marché américain. Les exemplaires ultérieurs ont reçu le moteur Fiat type 108C de 1 100 cm3. La SIATA 300 BC 750 offrait aux pilotes privés un potentiel de piste considérable. Elle a rapidement dominé la scène des courses de la SCCA.
- FIAT 1 100 cm3 - La très grande majorité des exemplaires de la SIATA 300 BC a été équipée du moteur Fiat 1100, type 108C, offrant presque autant de puissance que les Ferrari de l'époque. C'est pourquoi les amateurs américains de voitures de sport la surnommèrent « Baby Ferrari ».

Les voitures restées en Italie sont un Coupé et une Barchetta équipées de moteurs FIAT de 1 100 cm3. Les premières voitures ont été préparées ou livrées avec le moteur à arbre vertical américain Crosley (voir ci-dessous). Toutes ces voitures étaient des Spider Crosley (voitures de course à deux places, sans capote), à l'exception de la ST*404 *BC, qui a été construite en cabriolet, et de la ST*419*BC , qui était équipée d'un moteur Jowett Jupiter (en). Les Spiders étaient des versions de course pures, tandis que les cabriolets étaient livrés avec un grand pare-brise et une capote souple. Techniquement, les modèles ne différaient pas davantage.
Le numéro de châssis Les ST*431*BC à ST*435*BC étaient des Spider et étaient équipées de moteurs Fiat 1100cc, tandis que les n° Le ST*434*BC a été reconstruit avec une carrosserie coupé, probablement après un accident.
Les carrosseries des châssis ST441*BC à ST*450*BC ont été construites par la Carrozzeria Motto (en), une entreprise italienne de carrosserie selon les spécifications de la Carrozzeria Bertone. Motto a aussi travaillé sur des châssis Ferrari, Cisitalia, FIAT, Lancia et MG). Ces voitures étaient toutes des cabriolets équipées du moteur FIAT type 108C de 1 100 cm3. Les rares voitures équipées du moteur Crosley ont probablement été converties dans cette configuration car cela les rendait plus faciles à vendre.
Au cours des années où ces voitures ont été alignées en compétition, les écuries ont monté les moteurs suivants : Crosley 750, Fiat 1100, Stanguellini 1100, MGTD, Coventry Climax FWA/E et Alfa Romeo Giulietta. Cette panoplie de moteurs n’est pas surprenante, car les voitures ont été utilisées dans différentes catégories de compétition jusqu’aux années 1960. Les SIATA 300 BC ont essentiellement couru dans la série américaine SCCA - Sports Cars Club of America « classe H modifiée ». Les voitures ont également été utilisées dans de nombreuses courses européennes, telles que les Mille Miglia et d'autres courses sur route et courses de côte.

## Le moteur Crosley
Le moteur Crosley a été construit, à l'origine, pour ouvrir les volets des bombardiers américains B52. Plus tard, il a été utilisé comme moteur de bateaux. Ce moteur était d'une conception remarquable qui n'avait rien à voir avec les moteurs américains de l'époque. Il avait un vilebrequin à 5 paliers pour une cylindrée de seulement 750 cm3 et l'arbre à cames était entraîné par un arbre vertical.
Dans sa version pour courses automobiles, la puissance du moteur pouvait atteindre 40 Ch au régime exceptionnel de 8 500 tr/min. Les exemplaires extrêmement bien préparés pouvaient atteindre jusqu'à 10 000 tr/min. SIAT a utilisé ce moteur dans la catégorie 750 cm3. À partir de 1955, Bandini a équipé ces moteurs de culasses à double arbre à cames pour atteindre une puissance de plus de 90 Ch. Par rapport au moteur FIAT de même puissance mais de 1 100 cm3 de cylindrée, il était d'une taille plus compacte et d'un poids plus faible.